# Deutscher Frauenstimmrechtsbund
Der Deutsche Frauenstimmrechtsbund (auch Deutscher Bund für Frauenstimmrecht) wurde 1913 von Anita Augspurg und Lida Gustava Heymann gegründet, nachdem bei Richtungskämpfen im Deutschen Verband für Frauenstimmrecht die Forderung nach dem allgemeinen und gleichen Wahlrecht für beide Geschlechter nicht durchgesetzt werden konnte. Der Bund forderte das allgemeine und gleiche Wahlrecht für Frauen. Der Bund war der kleinste und am losesten organisierte der drei Dachverbände für das Frauenstimmrecht.

## Geschichte

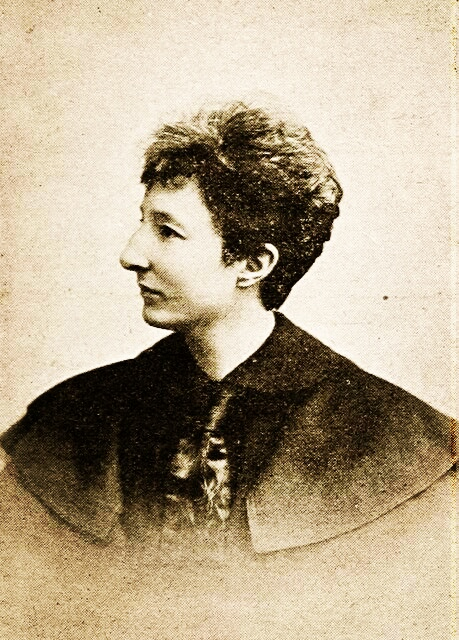
Anita Augspurg

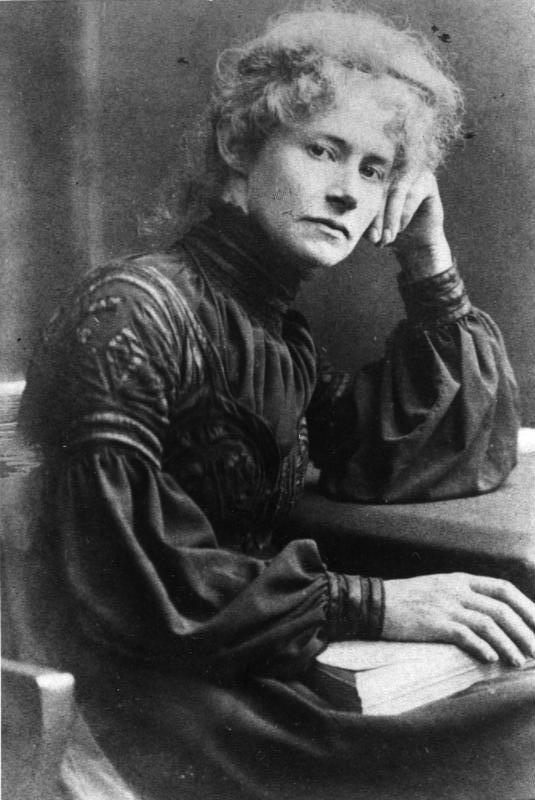
Lida Gustava Heymann

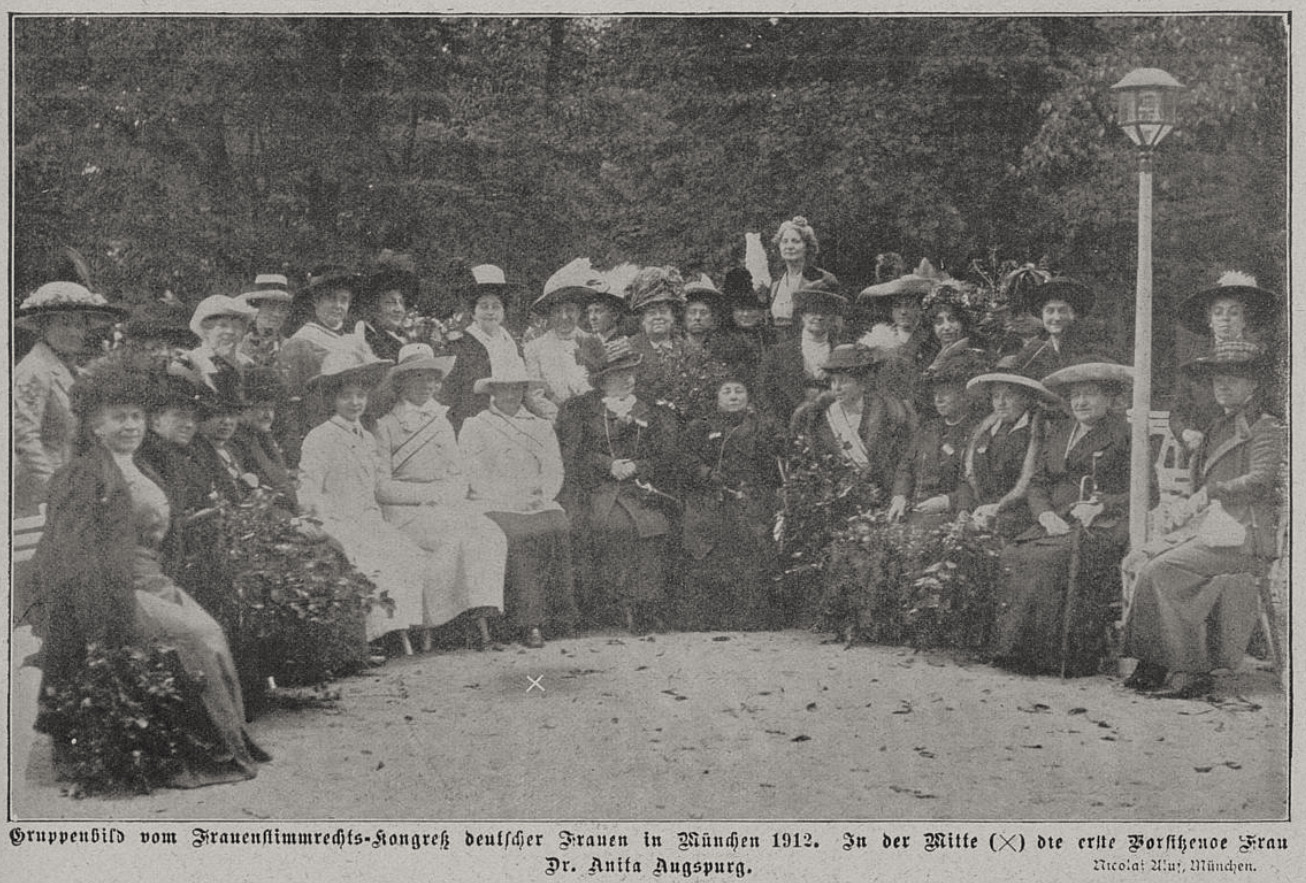
Gruppenbild von der Generalversammlung des Bayerischen Landesvereins für Frauenstimmrecht 1912, Bildbericht in Rhein und Düssel vom 5. Oktober 1912

Der Deutsche Verband für Frauenstimmrecht hatte 1907 in seine Satzung die Forderung nach dem allgemeinen und gleichen Wahlrecht für beide Geschlechter aufgenommen, was zu einer mehrjährigen Auseinandersetzung führte. Die Formulierung wurde schließlich abgeschwächt, so dass das Wahlrecht nur noch für Frauen gefordert wurde, was keine explizite Forderung nach Abschaffung des Klassenwahlrechts implizieren sollte.
Bei einer Kampfabstimmung bei der Generalversammlung des Verbands im Jahr 1912 ließen sich weitergehende Formulierungen nicht durchsetzen. Augspurg und Heymann, mehrere hundert weitere Mitglieder sowie zwei Provinzialvereine (Hamburg und Bayern) traten daraufhin aus dem Verband aus. Ein Jahr später gründeten Augspurg und Heymann den Deutschen Frauenstimmrechtsbund, der die ausgetretenen Vereine zusammenschloss und das demokratische (allgemeine und gleiche) Frauenwahlrecht forderte. Minna Cauer, die langjährige Herausgeberin der Zeitschrift Die Frauenbewegung, trat später bei. Es gab nun drei bürgerliche Dachverbände für das Frauenstimmrecht (neben Bund und Verband noch die Deutsche Vereinigung für Frauenstimmrecht), was ein Jahr später von Cauer so beschrieben wurde:

„Es ist nunmehr genügend Auswahl vorhanden, so daß jeder sein Feld sich aussuchen kann; das konservative, das gemäßigte und das demokratische. Rechnen müssen die Frauen also jetzt mit diesen drei Richtungen der bürgerlichen Frauenstimmrechtsbewegung in Deutschland.“

Kerstin Wolff betonte 2018, dass die widerstreitenden Meinungen in der Stimmrechtsbewegung nicht einfach mit für und wider das Frauenwahlrecht gedeutet werden können. Vielmehr ließen sie sich mit taktischen Erwägungen und mit der Problematik erklären, dass innerhalb der sonst sich als politisch neutral verstehenden Frauenbewegung erstmals ein parteipolitisches Thema behandelt wurde.
Der Bund konnte schließlich Mitgliedsvereine in Hamburg, München, Berlin, Bremen, Nürnberg, Würzburg, Bamberg, Aschaffenburg, Baden-Baden, Bergedorf, Darmstadt, Frankfurt am Main, Konstanz und Lahr aufweisen. Der Hamburger war mit 850 Mitgliedern der größte Verein, 1917 waren es immerhin noch 500. Der Bund war auch in Hamburg angemeldet. Man wollte Bürokratie vermeiden und konzipierte daher einen losen Bund. Es gab keinen Vorstand, nur eine Schriftführerin. Diese Aufgabe übernahm Heymann. Faktisch wurde der Bund jedoch aus München von Augspurg und Heymann geführt, die strikt das allgemeine Wahlrecht für beide Geschlechter vertraten.
Das Vereinsorgan waren die in Hamburg erscheinenden Mitteilungen des deutschen Frauenstimmrechtsbundes, die sich allerdings auf Vereinsnachrichten beschränkte. Für inhaltliche Darstellungen nutzte der Bund die von Cauer herausgegebene Zeitschrift Die Frauenbewegung mit ihrer Beilage Zeitschrift für Frauenstimmrecht.
Auf einen Vorschlag von Augspurg und Heymann hin vereinbarten 1914 der Deutsche Verband für Frauenstimmrecht, der Deutsche Frauenstimmrechtsbund und die Deutsche Vereinigung für Frauenstimmrecht ein Kartell, mit dem Ziel nach außen eine "geschlossene Front" zu zeigen. Das Kartell sollte die Zusammenarbeit bei Demonstrationen, Petitionen und die Vertretung in der International Women Suffrage Alliance erleichtern. Der gemeinsame Nenner war die Forderung nach dem Frauenwahlrecht, Details zur Ausgestaltung dieses Wahlrechts wurden nicht benannt. 1916 wurde das Kartell aufgegeben. Stattdessen schlossen sich der Deutsche Verband für Frauenstimmrecht und die Deutsche Vereinigung für Frauenstimmrecht unter Führung Marie Stritts zum Deutschen Reichsverband für Frauenstimmrecht zusammen.
1914 hatte der Frauenstimmrechtsbund etwa 2.000 Mitglieder, wogegen der Frauenstimmrechtsverband 9.000 und die Frauenstimmrechts-Vereinigung 3.000 Mitglieder aufweisen konnte.
Nach Ausbruch des Ersten Weltkriegs engagierten sich Augspurg und Heymann stark für eine internationale Fraueninitiative zur Beendigung des Weltkrieges. In den Ortsgruppen des Stimmrechtsbundes organisierte das Paar Versammlungen zu pazifistischen Themen, was zu etlichen Austritten führte. Da der ursprünglich für Juni 1915 geplante Kongress der International Woman Suffrage Alliance in Berlin kurz nach Kriegsbeginn abgesagt wurde, organisierte das Paar 1915 gemeinsam mit der Holländerin Aletta Jakobs, der Ungarin Rosika Schwimmer und der Amerikanerin Jane Addams, der späteren Friedensnobelpreisträgerin, eine internationale Frauenkonferenz gegen den Krieg in Den Haag. Bei der Konferenz, an der mehr als 1000 Frauen aus zwölf Ländern teilnahmen, wurde der Internationale Frauenausschuss für dauernden Frieden gegründet, der Vorgängerorganisation der Women’s International League for Peace and Freedom (WILPF). Nach der Konferenz galten die deutschen Teilnehmerinnen als Vaterlandsverräterinnen und die Münchner Ortsgruppe des Frauenstimmrechtsbunds als pazifistische Deckorganisation. Sie wurde entsprechend beobachtet. Es ergingen Versammlungs- und Ausreiseverbote, Telefongespräche wurden überwacht und Briefe zensiert. Trotzdem konnten Hemann und Augspurg für einige Zeit als private Teestunden getarnte illegale Versammlungen in ihrem Wohnzimmer abhalten. Der Fokus der Aktionen war nun aber pazifistisch, nicht mehr das Frauenstimmrecht.
Nachdem der Kaiser 1917 in seiner Osterbotschaft die Frauen bei der Ankündigung eines überarbeiteten Wahlrechts aussparte, schlossen sich die Frauenorganisationen zu gemeinsamen Aktionen zusammen. Nach einer ersten gemeinsame Versammlung von BDF, Stimmrechtsverbänden – darunter der Stimmrechtsbund – und SPD-Frauen zum Frauenwahlrecht am 22. April 1918 zog eine Deputation der Versammlung zum preußischen Abgeordnetenhaus, um die Forderungen erneut vorzutragen. Am 2. Oktober beschloss das preußische Herrenhaus das gleiche Wahlrecht für Männer unter Ausschluss der Frauen. Daraufhin unterzeichneten am 25. Oktober Frauen aller wichtigen politischen Frauenorganisationen ein Schreiben an den Reichskanzler Max von Baden, in dem dringend eine Audienz wegen der Einführung des Frauenwahlrechts gefordert wurde. Anita Augspurg unterzeichnete für den Deutschen Frauenstimmrechtsbund. Das Gespräch kam nicht zustande.
Am 12. November proklamierte der Rat der Volksbeauftragten das gleiche, geheime, direkte, allgemeine Wahlrecht für alle Männer und Frauen, die mindestens 20 Jahre alt waren.